# 2000年夏季残疾人奥林匹克运动会南非代表团
2000年夏季残疾人奥林匹克运动会南非代表团是南非派出的2000年夏季残疾人奥林匹克运动会代表团。获得13枚金牌、12枚银牌和13枚铜牌。